# Tesoro de Abengibre

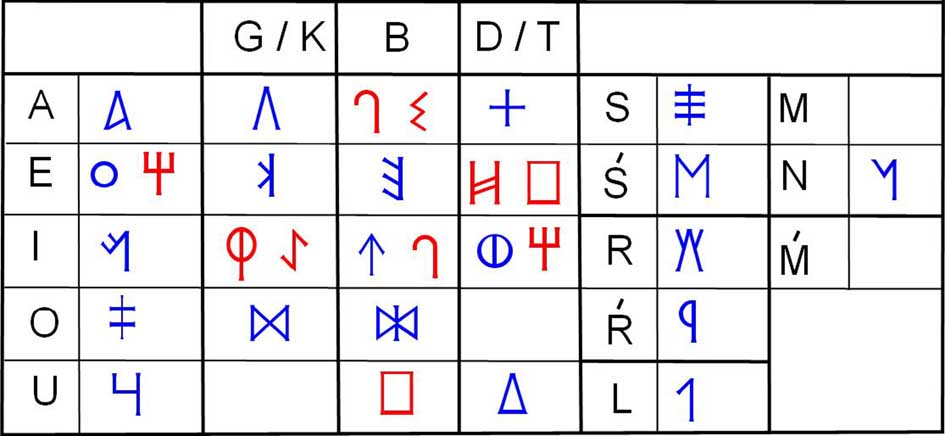
Una propuesta de signario ibérico suroriental. Adaptado de Correa 2004. En rojo los signos de identificación discutible.

El Tesoro de Abengibre es una rica vajilla de orfebrería, fabricada en plata que, se estima, fue producida entre los años 400 a. C. y 201 a. C.. Recibe su nombre de la localidad de Abengibre (Albacete) término municipal en que fueron encontrados. El hallazgo fue un producto casual, por parte de Sebastián Pérez López en octubre de 1934, con motivo de unas tareas agrícolas en el paraje Vallejo de las Viñas .

## Características
El conjunto se compone de fuentes circulares, platos y cuencos abiertos. Aunque sus distintos elementos presentan diferencias formales, todos fueron fabricados a torno, reforzados a martillo y soldados. Sus decoraciones son variadas incluyendo, principalmente, motivos vegetales (palmetas) y figurados (guerreros iberos, animales) realizados a cincel. Adicionalmente, seis platos presentan inscripciones votivas en alfabeto ibérico meridional.

## Uso
Este tipo de ricos recipientes se asocia, más que a un uso cotidiano, a rituales litúrgicos, funerarios (rito de libación) o a banquetes y fiestas muy señaladas, por parte de personajes importantes de las comunidades en que se hallaron. Se estima, en el caso concreto de Abengibre, que el Tesoro pudo formar parte de la vajilla ceremonial de un santuario que habría sido ocultada y sería producto de una acumulación sucesiva de ofrendas, en el que cada uno de los platos, fuentes o páteras habría sido personalizado, con inscripciones y/o dibujos alusivos a sus propietarios.